# 大旗山水库
大旗山水库是中国湖北省黄冈市麻城市境内的一座水库，位于举水上游支流上，建于1969年。水库正常库容为1200万立方米，集雨面积为32平方千米，海拔为167.5米。